# Lavinia Bingham
Lady Lavinia Bingham, contessa Spencer (Castlebar, 27 luglio 1762 – Londra, 8 giugno 1831), è stata una nobildonna irlandese.

## Biografia
Era la figlia di Charles Bingham, I conte di Lucan, e di sua moglie, Margaret Smyth, una pittrice e poetessa inglese.

## Matrimonio
Nonostante la mancanza di una dote, George Spencer, visconte Althorp (1758-1834), figlio di John Spencer, I conte Spencer, perse la testa per lei. I suoi genitori, Lord e Lady Spencer, permisero questa unione, percependo che Lavinia era carina, intelligente e moralmente accettabile. La coppia si sposò il 6 marzo 1781. Ebbero nove figli:
- John Spencer, III conte Spencer (30 maggio 1782-1 ottobre 1845);
- Lady Sarah (29 luglio 1787-13 aprile 1870), sposò William Lyttelton, III barone Lyttelton, ebbero cinque figli;
- Lord Richard (18 ottobre 1789-20 gennaio 1791);
- Lord Robert Cavendish (24 ottobre 1791-4 novembre 1830);
- Lord William (nato e morto nel 1792);
- Harriet (nata e morta nel 1793);
- Lady Georgiana Charlotte (10 agosto 1794-21 febbraio 1823), sposò George Quin, ebbero quattro figli;
- Frederick Spencer, IV conte Spencer (14 aprile 1798-27 dicembre 1857);
- reverendo George (21 dicembre 1799-1 ottobre 1864).

Politico in ascesa, Althorp succedette a suo padre come conte Spencer nel 1783. La coppia risiedeva ad Althorp e a Spencer House, a Londra. 
La storica Malcolm Lester la descrive come "una donna forte e volitiva di grande erudizione e fascino". La biografa Amanda Foreman, tuttavia, descrive tratti meno attraenti, descrivendola come "lunatica, vendicativa, ipocrita" e "nevroticamente gelosa" delle sue cognate la duchessa del Devonshire e della contessa di Bessborough.

## Morte
Morì l'8 giugno 1831, a Spencer House, a Londra. Fu sepolta a Brington.